# Olympische Sommerspiele 1920/Leichtathletik – 800 m (Männer)

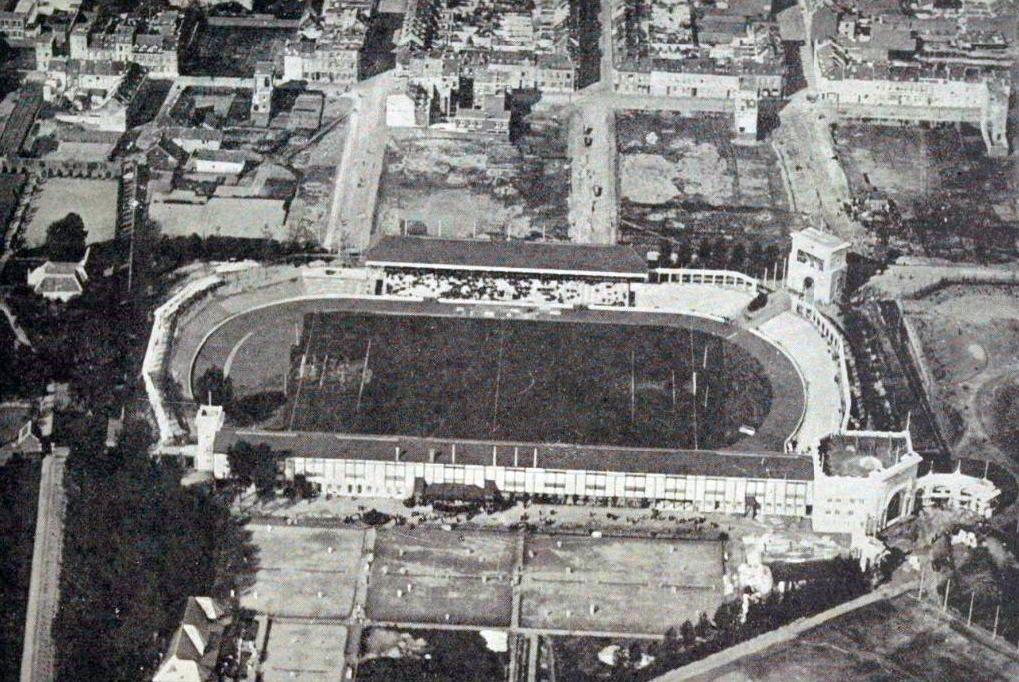
Das Antwerpener Olympiastadion

Der 800-Meter-Lauf der Männer bei den Olympischen Spielen 1920 in Antwerpen wurde vom 15. bis zum 17. August 1920 im Antwerpener Olympiastadion ausgetragen. 40 Athleten nahmen daran teil.
Olympiasieger wurde der Brite Albert Hill vor dem  US-Amerikaner Earl Eby. Bronze gewann der Südafrikaner Bevil Rudd.
Deutschland und Österreich waren von der Teilnahme an den Olympischen Spielen 1920 ausgeschlossen.

Der Schweizer Paul Martin schied mit 1:59,0 min als Sechster seines Vorlaufs aus.

## Bestehende Rekorde
| Weltrekord         | 1:51,9 min | Ted Meredith ( USA) | OS Stockholm, Schweden | 8. Juli 1912 |
| Olympischer Rekord | 1:51,9 min | Ted Meredith ( USA) | OS Stockholm, Schweden | 8. Juli 1912 |

Der Olympia- und gleichzeitig Weltrekord wurde bei diesen Spielen nicht erreicht.

## Durchführung des Wettbewerbs
Am 15. August (16.00 Uhr Ortszeit) wurden insgesamt fünf Vorläufe durchgeführt. Die auf den ersten vier Plätzen eingelaufenen Athleten – hellblau unterlegt – qualifizierten sich für die Halbfinals, die einen Tag später um 16.15 Uhr stattfanden. Aus diesen drei Läufen kamen jeweils die besten drei Starter – wiederum hellblau unterlegt – in das Finale, das um 16.45 Uhr des darauffolgenden Tages gestartet wurde.

## Vorläufe
Datum: 15. August 1950, 16.00 Uhr Ortszeit
Die Zeitangaben sind nicht komplett überliefert.

### Vorlauf 1
| Platz | Name               | Nation                | Zeit       | Anmerkung |
| ----- | ------------------ | --------------------- | ---------- | --------- |
| 1     | Edgar Mountain     | Großbritannien        | 1:57,6 min |           |
| 2     | Giuseppe Bonini    | Königreich Italien    | 2:02,2 min |           |
| 3     | Fernand Bauduin    | Frankreich            | 2:02,5 min |           |
| 4     | James Doig         | Südafrikanische Union | 2:03,0 min |           |
| 5     | Joseph Van Der Wee | Belgien               | k. A.      |           |
| 6     | Saburo Hasumi      | Japan                 | k. A.      |           |
| 7     | José Grasset       | Spanien               | k. A.      |           |
| 8     | Karel Přibyl       | Tschechoslowakei      | k. A.      |           |
| 9     | Jean Proess        | Luxemburg             | k. A.      |           |

### Vorlauf 2
| Platz | Name            | Nation                | Zeit       | Anmerkung |
| ----- | --------------- | --------------------- | ---------- | --------- |
| 1     | Bevil Rudd      | Südafrikanische Union | 1:55,0 min |           |
| 2     | Albert Hill     | Großbritannien        | 1:56,2 min |           |
| 3     | Earl Eby        | USA                   | 1:57,7 min |           |
| 4     | Paul Esparbès   | Frankreich            | 1:57,7 min |           |
| 5     | Elis Johansson  | Schweden              | k. A.      |           |
| 6     | Arturo Porro    | Königreich Italien    | k. A.      |           |
| 7     | Léoncé Oleffe   | Belgien               | k. A.      |           |
| 8     | Hector Phillips | Kanada                | k. A.      |           |
| 9     | Odolf Larsen    | Norwegen              | k. A.      |           |

### Vorlauf 3

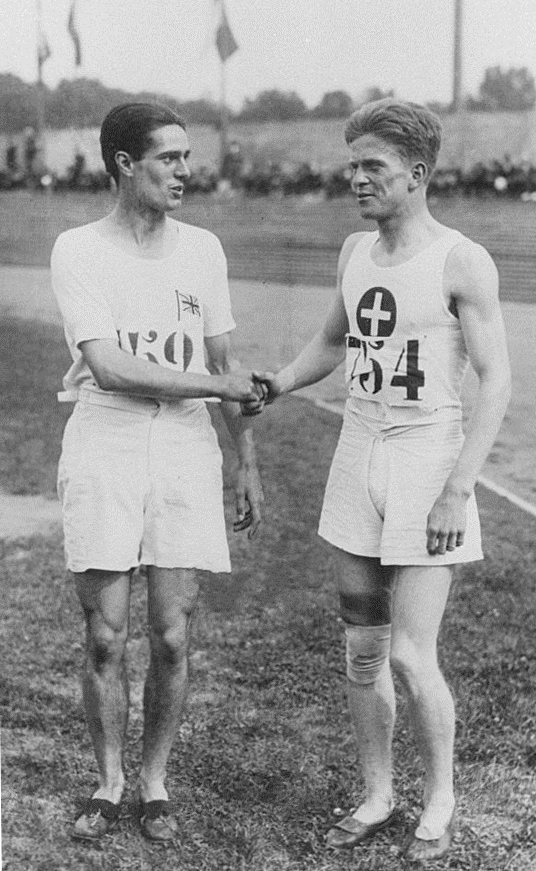
Paul Martin (rechts) – 1924 Olympiazweiter –  ausgeschieden als Sechster des dritten Vorlaufs

| Platz | Name               | Nation             | Zeit       | Anmerkung |
| ----- | ------------------ | ------------------ | ---------- | --------- |
| 1     | Philip Noel-Baker  | Großbritannien     | 1:56,0 min |           |
| 2     | Donald Scott       | USA                | 1:56,9 min |           |
| 3     | Anatole Bolin      | Schweden           | 1:57,8 min |           |
| 4     | Adriaan Paulen     | Niederlande        | 1:58,4 min |           |
| 5     | Agide Simonazzi    | Königreich Italien | 1:58,9 min |           |
| 6     | Paul Martin        | Schweiz            | 1:59,0 min |           |
| 7     | Karel Frankenstein | Tschechoslowakei   | 2:00,0 min |           |

### Vorlauf 4
| Platz | Name               | Nation                | Zeit       | Anmerkung |
| ----- | ------------------ | --------------------- | ---------- | --------- |
| 1     | Robert Goullieux   | Frankreich            | 1:58,8 min |           |
| 2     | Tom Campbell       | USA                   | 1:59,4 min |           |
| 3     | Henry Dafel        | Südafrikanische Union | 1:59,9 min |           |
| 4     | Ernesto Ambrosini  | Königreich Italien    | 2:00,2 min |           |
| 5     | Nils Engdahl       | Schweden              | k. A.      |           |
| 6     | Johannes Villemson | Estland               | k. A.      |           |
| 7     | Josef Teplý        | Tschechoslowakei      | k. A.      |           |
| DNF   | Jean Delarge       | Belgien               |            |           |

### Vorlauf 5
| Platz | Name                 | Nation           | Zeit       | Anmerkung |
| ----- | -------------------- | ---------------- | ---------- | --------- |
| 1     | Sven Lundgren        | Schweden         | 2:00,6 min |           |
| 2     | Albert Sprott        | USA              | 2:01,5 min |           |
| 3     | Miguel García Onsalo | Spanien          | 2:02,2 min |           |
| 4     | Kléber Argouac'h     | Frankreich       | 2:02,5 min |           |
| 5     | Jaroslav Procházka   | Tschechoslowakei | k. A.      |           |
| 6     | Henri Godin          | Belgien          | k. A.      |           |
| 7     | Émile Barral         | Monaco           | k. A.      |           |

## Halbfinale
Datum: 16. August 1950, 16.15 Uhr Ortszeit
Die Übermittlung der Zeiten ist nicht komplett.

### Lauf 1
| Platz | Name                 | Nation                | Zeit       | Anmerkung |
| ----- | -------------------- | --------------------- | ---------- | --------- |
| 1     | Donald Scott         | USA                   | 1:57,2 min |           |
| 2     | Edgar Mountain       | Großbritannien        | 1:58,0 min |           |
| 3     | Albert Sprott        | USA                   | 1:58,7 min |           |
| 4     | Ernesto Ambrosini    | Königreich Italien    | 1:59,5 min |           |
| 5     | Robert Goullieux     | Frankreich            | 1:59,6 min |           |
| 6     | Miguel García Onsalo | Spanien               | 2:01,2 min |           |
| 7     | James Doig           | Südafrikanische Union | 2:01,5 min |           |

### Lauf 2
| Platz | Name             | Nation                | Zeit       | Anmerkung |
| ----- | ---------------- | --------------------- | ---------- | --------- |
| 1     | Bevil Rudd       | Südafrikanische Union | 1:57,0 min |           |
| 2     | Tom Campbell     | USA                   | 1:57,6 min |           |
| 3     | Adriaan Paulen   | Niederlande           | 1:57,8 min |           |
| 4     | Sven Lundgren    | Schweden              | 1:58,1 min |           |
| 5     | Giuseppe Bonini  | Königreich Italien    | 1:58,1 min |           |
| 6     | Kléber Argouac'h | Frankreich            | k. A.      |           |

### Lauf 3
| Platz | Name              | Nation                | Zeit       | Anmerkung |
| ----- | ----------------- | --------------------- | ---------- | --------- |
| 1     | Albert Hill       | Großbritannien        | 1:56,4 min |           |
| 2     | Earl Eby          | USA                   | 1:57,0 min |           |
| 3     | Paul Esparbès     | Frankreich            | 1:57,3 min |           |
| 4     | Anatole Bolin     | Schweden              | 1:57,5 min |           |
| 5     | Fernand Bauduin   | Frankreich            | 1:58,0 min |           |
| 6     | Henry Dafel       | Südafrikanische Union | k. A.      |           |
| DNS   | Philip Noel-Baker | Großbritannien        |            |           |

## Finale
Datum: 17. August 1950, 16.45 Uhr Ortszeit
| Platz | Name           | Nation                | Zeit       | Anmerkung |
| ----- | -------------- | --------------------- | ---------- | --------- |
| 1     | Albert Hill    | Großbritannien        | 1:53,4 min |           |
| 2     | Earl Eby       | USA                   | 1:53,7 min |           |
| 3     | Bevil Rudd     | Südafrikanische Union | 1:53,7 min |           |
| 4     | Edgar Mountain | Großbritannien        | 1:53,8 min |           |
| 5     | Donald Scott   | USA                   | 1:54,8 min |           |
| 6     | Albert Sprott  | USA                   | 1:56,4 min |           |
| 7     | Adriaan Paulen | Niederlande           | 1:56,4 min |           |
| 8     | Paul Esparbès  | Frankreich            | 1:58,0 min |           |
| DNF   | Tom Campbell   | USA                   |            |           |

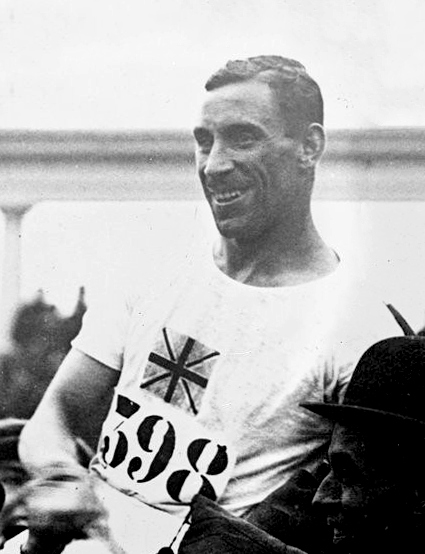
Albert Hill gewann über 800 Meter seine erste Goldmedaille, zwei Tage später entschied er auch das Rennen über 1500 Meter für sich

In der ersten Runde des Finales übernahmen die US-Läufer Earl Eby und Donald Scott die Führung. Der Südafrikaner Bevil Rudd, drei Tage später Goldmedaillengewinner über 400 Meter, ging zu Beginn der zweiten Runde an den beiden vorbei und behauptete die Führung bis zur Zielgeraden, ehe Albert Hill und Eby vorbeizogen und um den Sieg spurteten. Hill konnte sich die Goldmedaille erst auf den letzten Metern sichern.
Bevil Rudd erlief die erste südafrikanische Medaille in dieser Disziplin.

## Bildergalerie

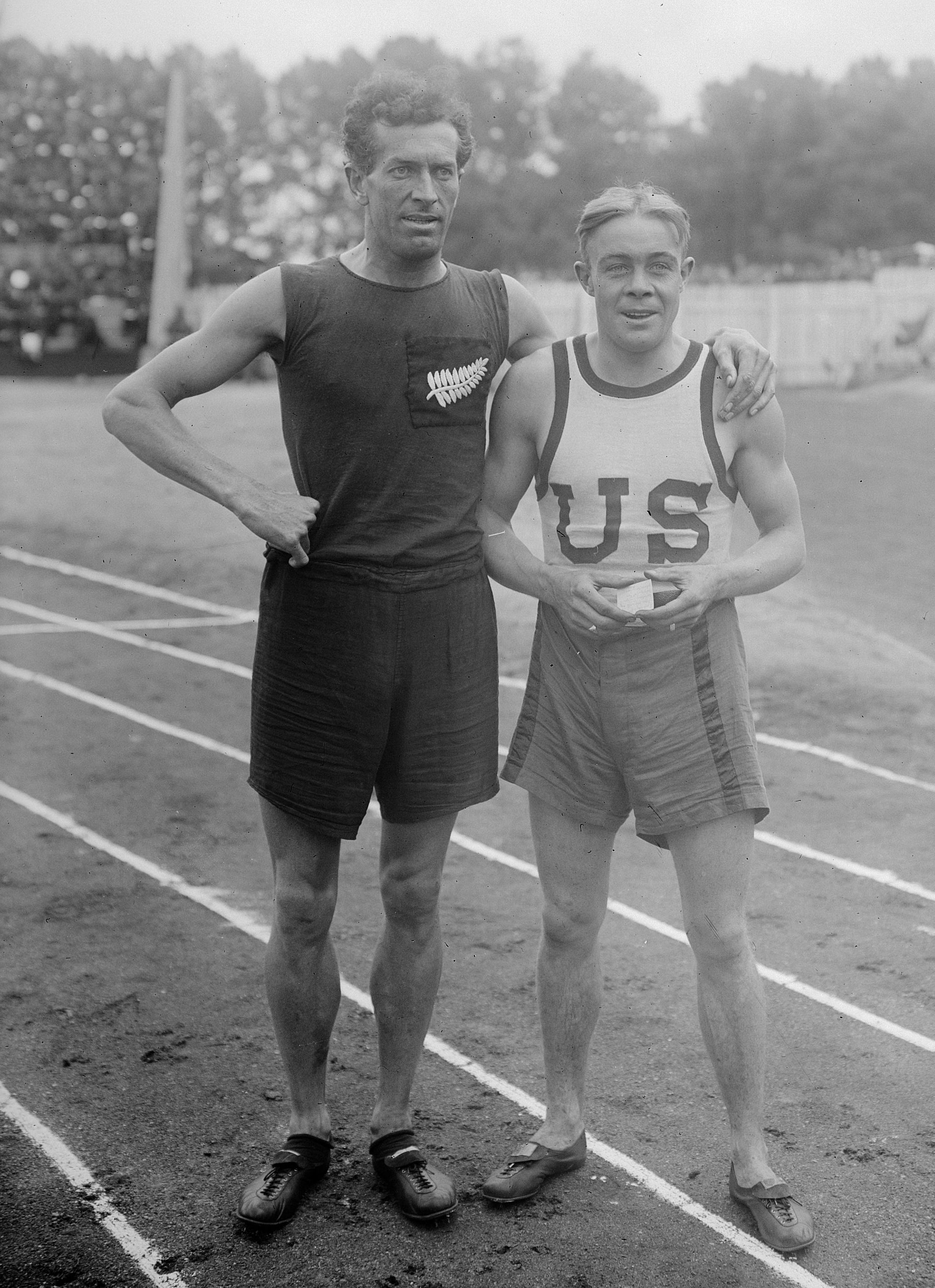
Earl Eby  (links), Gewinner der Silbermedaille
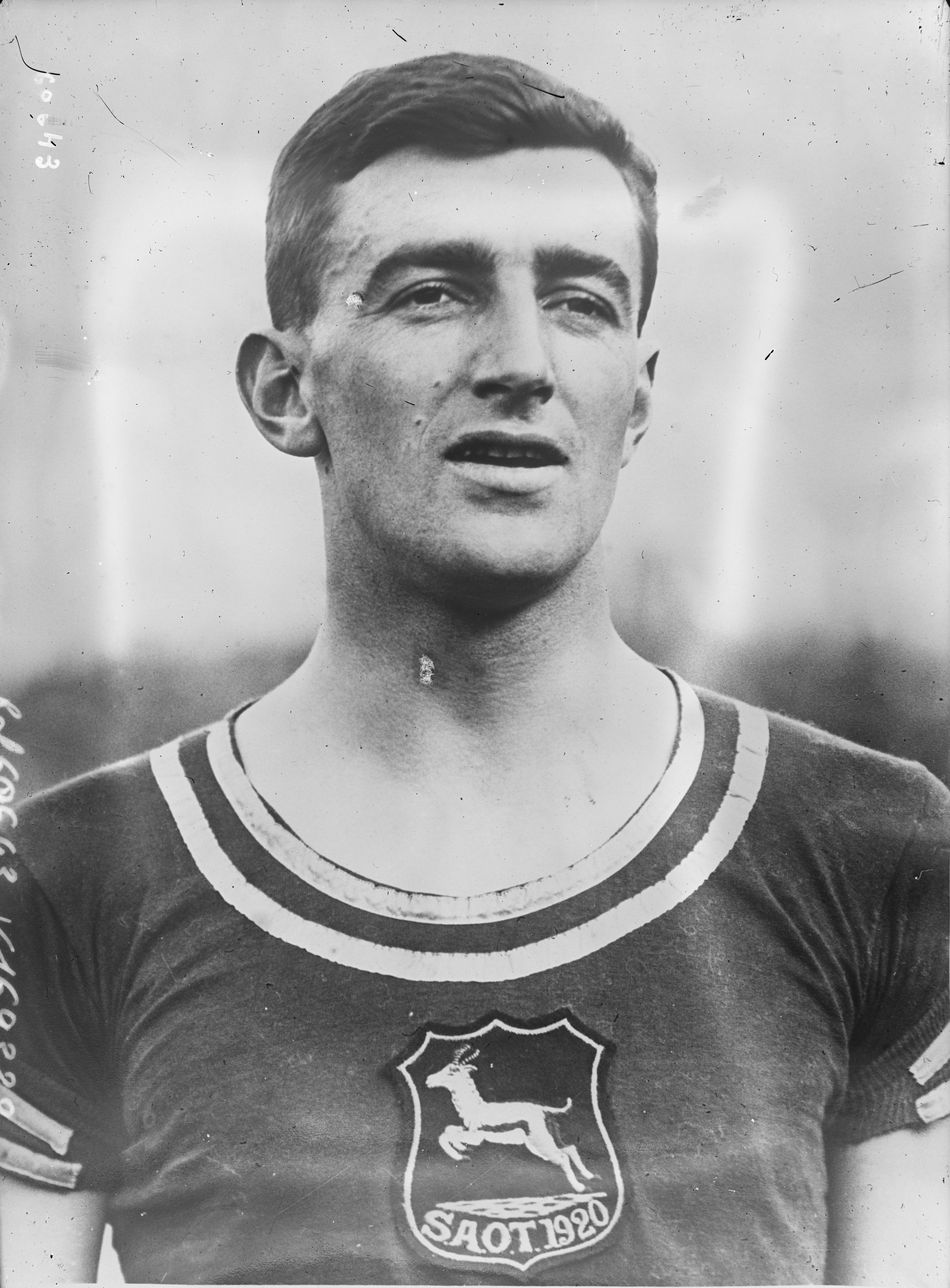
Für Bevil Rudd – zwei Tage darauf Olympiasieger über 400 Meter – gab es Bronze
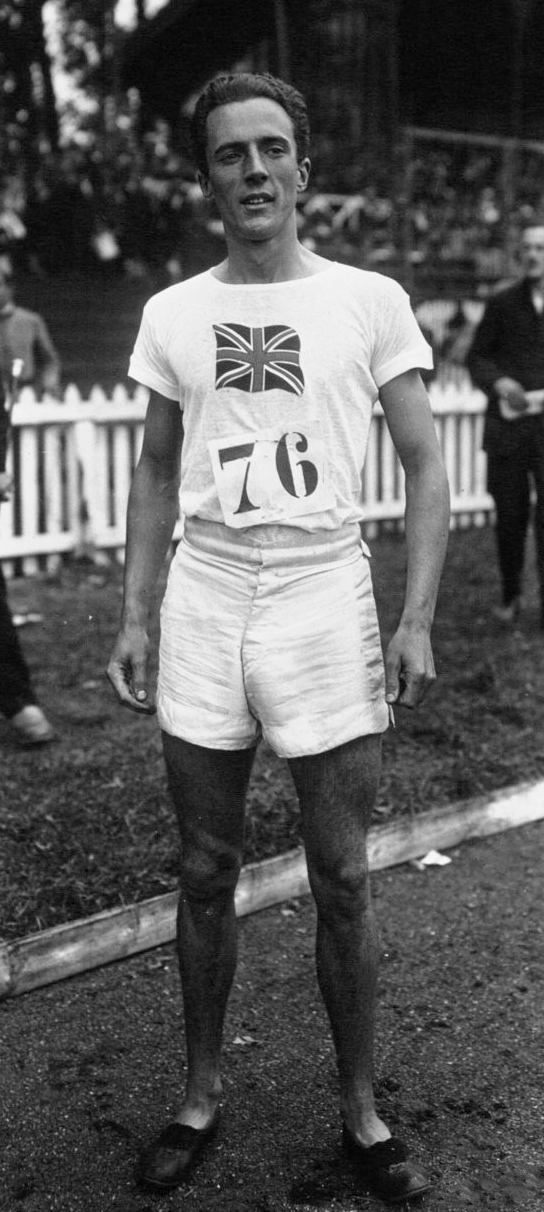
Der viertplatzierte Edgar Mountain
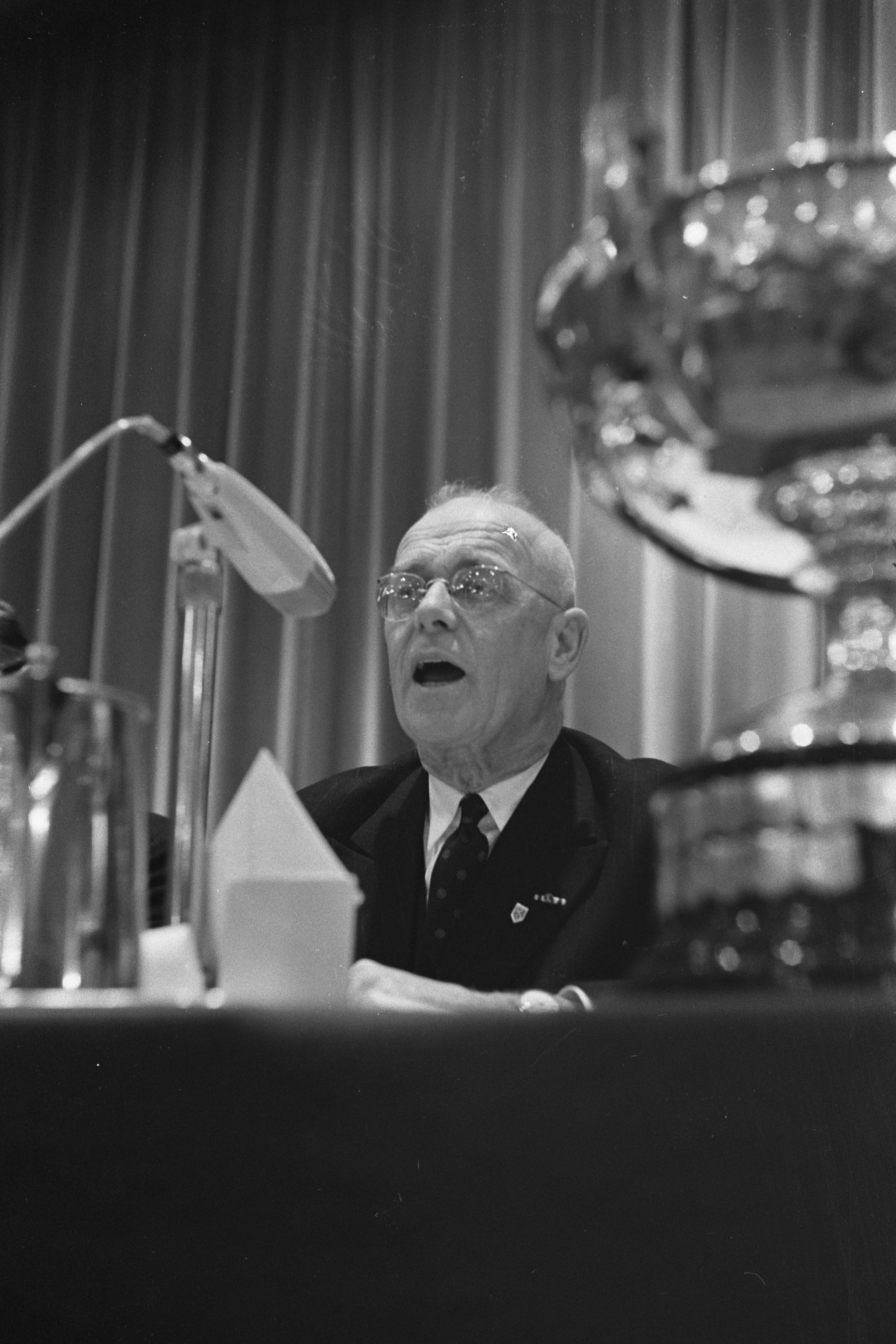
Adriaan Paulen (hier im Jahr 1963) – später unter anderem Präsident des Weltleichtathletikverbands IAAF – belegte Rang sieben

## Video
- Albert Hill's Double Olympic Gold - Athletics - Antwerp 1920 Olympic Games, youtube.com, abgerufen am 24. Mai 2021